# Överstatlighet
Överstatlighet är en form av beslutsfattande inom internationell politik. Överstatlighet innebär att ett antal stater väljer att delegera beslutskompetens till en internationell organisation som fattar beslut som är bindande för medlemsstaterna. Den internationella organisationen styrs vanligtvis av institutioner som utses av medlemsstaterna själva, så i det avseendet är det fortfarande medlemsstaterna som bestämmer. I motsats till mellanstatlighet innebär överstatlighet vanligtvis att beslut kan fattas även utan att alla medlemsstater är överens.
Den första överstatliga organisationen var Europeiska kol- och stålgemenskapen (EKSG), som senare kompletterades med Europeiska ekonomiska gemenskapen (EEG) och Europeiska atomenergigemenskapen (Euratom). Sedan 1993 är Europeiska unionen (EU), som bland annat har ersatt EKSG och EEG, det främsta exemplet på en överstatlig organisation.
Även om det finns en rad andra organisationer som har bildats i efterhand med EU som förebild, finns det ingen internationell organisation som präglas av överstatlighet i samma skala som Euratom och EU. Vissa resolutioner från FN:s säkerhetsråd är tvingande för medlemsstaterna att följa och kan antas utan enhällighet. Detta kan ses som en form av överstatlighet.

## Krav och kriterier
För att man skall kunna tala om överstatlighet krävs det att: 
- Det ska vara möjligt att fatta beslut även om inte alla medlemsstater är överens

Inom EU är detta möjligt inom de flesta politikområden, se vidare kvalificerad majoritet inom Europeiska unionen och Europeiska unionens lagstiftningsförfarande.
- Besluten skall vara rättsligt bindande för medlemsstaterna

Unionsrätten inom EU är bindande för medlemsstaterna.
- Det skall finnas maktmedel att driva igenom besluten, oavsett om en enskild medlemsstats regering är för eller emot

Inom EU har Europeiska kommissionen till uppgift att övervaka genomförandet av unionsrätten och det finns möjlighet att väcka talan om fördragsbrott vid Europeiska unionens domstol. Vite kan utdömas för en medlemsstat som inte har fullgjort sina förpliktelser enligt unionsrätten.